# Amphidelus pusillus
Amphidelus pusillus is een rondwormensoort uit de familie van de Alaimidae.